# Mark Vincent (ténor)
 (octobre 2019).
Mark Vincent (en anglais : Mark Vincent), né le 4 septembre 1993 à Caringbah (banlieue du sud de Sydney, dans l'État de Nouvelle-Galles du Sud, en Australie, est un ténor australien. 

## Biographie
Vincent a remporté la troisième saison de Got Talent en Australie en 2009 et a signé avec Sony Music Australia immédiatement après. À compter de 2018, Vincent a publié sept albums studio et un "best of".